# 渡辺由紀
渡辺 由紀（わたなべ ゆき、1968年5月26日 - ）は、日本の女優。福島県田村郡船引町（現：田村市）出身。

## 来歴・人物
福島県立安積女子高等学校（現福島県立安積黎明高等学校）時代は陸上部に所属。獨協大学外国語学部英語学科在学中にモデルとしてデビュー。1992年、ユニチカ水着キャンペーンガールに選ばれ、以降数多くのCMやテレビドラマに出演する。1997年、フィリップモリス「エクストラライト」のCMでブレイクし、本格的に俳優業に本腰を入れる。
かつてはヒロ・エンターテイメント所属だったが、カレーラを経て2012年現在、モデルオフィスGに所属。現在は「ユキ」名義でCMモデルを中心に活動中。

## 出演

### テレビドラマ
- 世にも奇妙な物語 「シガレット・ボム!」（1991年、フジテレビ系）
- ルージュの伝言（1991年、TBSテレビ）
- ひとつ屋根の下2（1997年、フジテレビ） - 川村泉 役
- 恋のバカンス（日本テレビ）
- 世にも奇妙な物語 春の特別編 (1998年)「そして、くりかえす」（1998年、フジテレビ）
- 凄絶!嫁姑戦争 羅刹の家（1998年、テレビ朝日） - 新庄史子 役
- せつない（1998年、テレビ朝日）
- ハッピーマニア（1998年、フジテレビ）
- 超能力者・完全抹殺〜七瀬ふたたび（1998年、テレビ東京）主演  火田七瀬 役
- ニュースステーション '98年末スペシャル内ドラマSP リストラ・ダンス（テレビ朝日）
- ここでキスして。（1999年、日本テレビ）
- マネー天使（1999年、TBSテレビ）
- 世にも奇妙な物語 春の特別編 (2000年)「奇数」（2000年、フジテレビ）
- Summer Snow（2000年、TBSテレビ）
- オヤジ探偵（2001年、テレビ朝日）
- 眠れぬ夜を抱いて（2002年、テレビ朝日） - 進藤萌 役
- 金曜エンタテイメント 「地獄の花嫁3」（2002年） - 西村令子 役
- 192時間〜猿渡署戦慄の8日間（2003年、BSフジ）
- ルームシェアの女（2005年、NHK総合）
- 金曜プレステージ 「ヤバい検事 矢場健〜ヤバケンの暴走捜査〜2」（2013年、フジテレビ）
- やすらぎの刻〜道（2020年） - 若松キク子

### バラエティ
- 日立 世界・ふしぎ発見!（ミステリーハンター・解答者、TBSテレビ）
- i-SPORTS Heart-Beat Weekend（コーナー司会、BS-i）
- 踊る!さんま御殿!!（日本テレビ系）
- マネー天使（テレビ東京）

### 映画
- 催眠（1999年、東宝） - 三井恵子 役

### CM
- 花王：ビオレU、爽快バブシャワー、新活性ザブ
- 中外製薬：グロンサン強力内服液、グロンサンプラス
- 三菱自動車工業：ミラージュ
- ミナミスポーツ
- キリンビバレッジ：ジャイブ
- ナリス化粧品
- サッポロビール：カロリーハーフ
- 日本リーバ：レセナパウダースプレー
- JAL：オーストラリアキャンペーン
- メニコン
- 群馬銀行
- ワイルドブルーヨコハマ
- ソニー
- 紀文：チーちく
- フィリップモリス：エクストラライト
- JT：フロンティア・スリム
- 日立製作所：冷凍専科、野菜中心蔵
- DTC：トリロジー
- KDDI
- ジャパンエナジー：JOMO
- 小林製薬：洗いたて消臭シャボン
- ニッスイ：海からサラダフレーク「海からしあわせ」篇
- 日本コカ・コーラ：シュウェップスブリティッシュレモントニック「英国紳士登場」篇